# Anthonie Wurth
Anthonie Cornelis Wouter Wurth (ur. 26 maja 1967 w Smallingerland) – holenderski judoka. Olimpijczyk z Barcelony 1992, gdzie zajął dziewiąte miejsce w wadze półśredniej.
Piąty na mistrzostwach świata w 1991; uczestnik zawodów w 1989. Startował w Pucharze Świata w latach 1989−1992. Złoty medalista mistrzostw Europy w 1991 i brązowy w 1989 roku.

## Letnie Igrzyska Olimpijskie 1992
| Konkurencja | Rundy eliminacyjne    | Rundy eliminacyjne                 | Rundy eliminacyjne   | Repasaże               | Klas. końcowa |
| Konkurencja | Przeciwnik I          | Przeciwnik II                      | 1/4                  | Przeciwnik I           | Miejsce       |
| ----------- | --------------------- | ---------------------------------- | -------------------- | ---------------------- | ------------- |
| 78 kg       | João de Souza (ANG) Z | Christodulos Katsinioridis (CYP) Z | Jason Morris (USA) P | Szarip Warajew (EUN) P | 9.            |